# San Pedro de Mérida
San Pedro de Mérida es un municipio español, perteneciente a la provincia de Badajoz (comunidad autónoma de Extremadura).

## Geografía
Integrado en la comarca de Tierra de Mérida-Vegas Bajas, está situado a 77 kilómetros de la capital provincial. El término municipal está atravesado por la autovía del Suroeste, entre los pK 324 y 327.
El relieve del municipio tiene dos partes diferenciadas. Al norte se encuentra una zona con más elevaciones que está incluida en el parque natural de Cornalvo, alcanzándose alturas superiores a los 450 metros. Al sur, se extiende la vega del río Guadiana, que discurre hacia Mérida a una altitud de 220 metros. El pueblo se alza a 282 metros sobre el nivel del mar. 
| Noroeste: Mérida             | Norte: Mérida                     | Noreste: Guareña |
| Oeste: Mérida                |                                   | Este: Guareña    |
| Suroeste: Valverde de Mérida | Sur: Valverde de Mérida y Guareña | Sureste: Guareña |

## Historia
Sus antecedentes parecen encontrarse en la basílica visigoda existente en ese punto, sobre la que más tarde se consolidó una iglesia bajo la advocación del santo que da nombre al pueblo.
La aldea formaba parte de la Encomienda de Mérida, también llamada Casas Buenas de Mérida, perteneciente a la provincia de León de la Orden de Santiago.
A la caída del Antiguo Régimen, San Pedro se constituye en municipio constitucional en la región de Extremadura. Desde 1834 quedó integrado en el Partido judicial de Mérida. En el censo de 1842 contaba con 72 hogares y 240 vecinos.

## Demografía
San Pedro de Mérida cuenta con una población de 861 habitantes (INE 2024).
| Gráfica de evolución demográfica de San Pedro de Mérida entre 1842 y 2021                                                                                                  |
| |
| Población de derecho según los censos de población del INE. Población de hecho según los censos de población del INE.En estos censos se denominaba San Pedro: 1842 y 1857. |

## Monumentos y lugares de interés

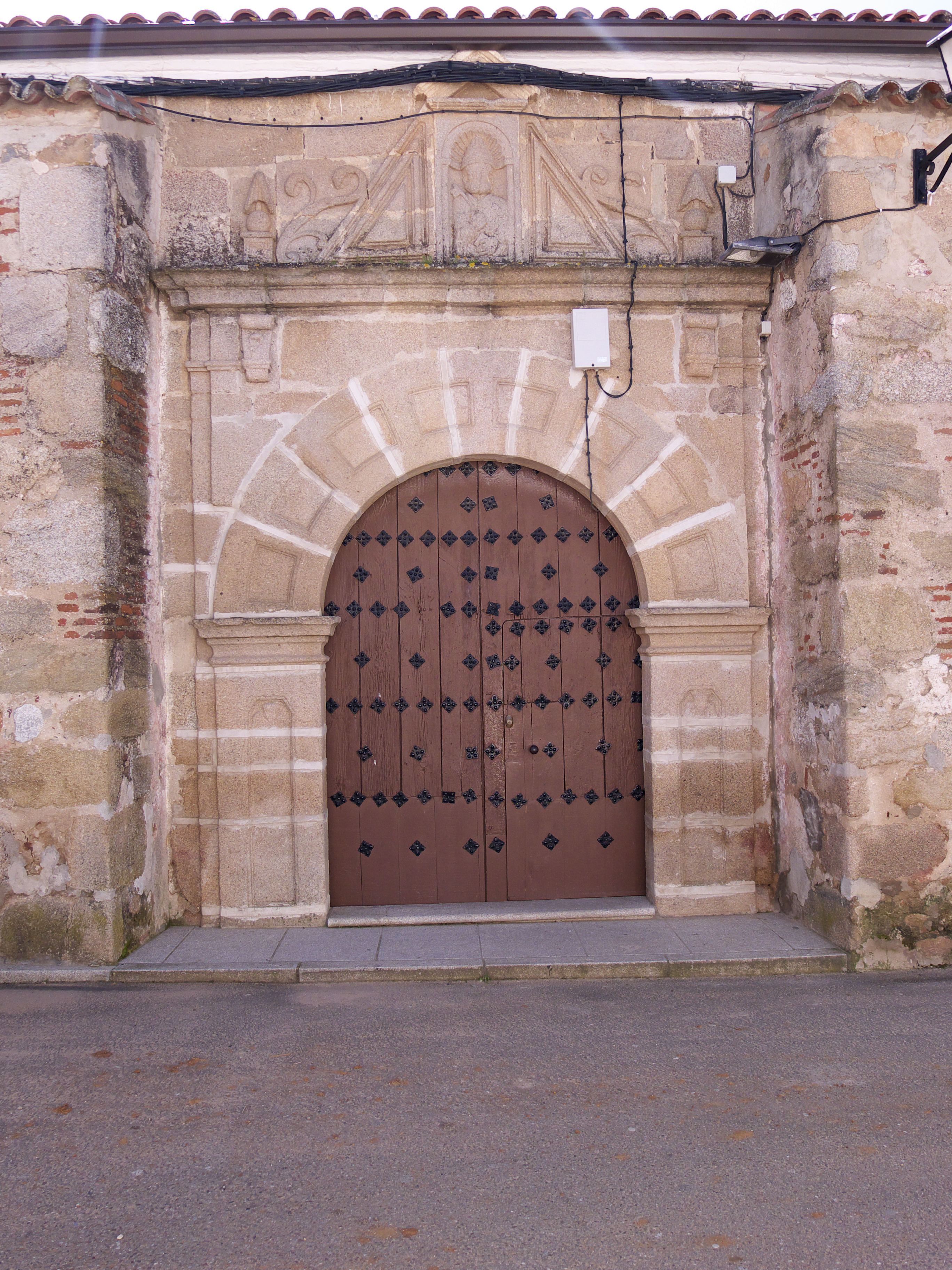
Portada de la iglesia de San Pedro Apóstol

- Iglesia parroquial de San Pedro Apóstol.[6] Obra de pequeñas proporciones originaria del siglo XV, con numerosas intervenciones posteriores. Se levanta aneja a una antigua basílica visigótica, para la que se aprovecharon restos romanos. Su planta es de nave única con testero plano y modesta torre fachada al frente. Al exterior destaca la portada del Evangelio, con arco de medio punto de acasetonado renacentista, y pequeña hornacina donde se aloja una imagen del Santo.

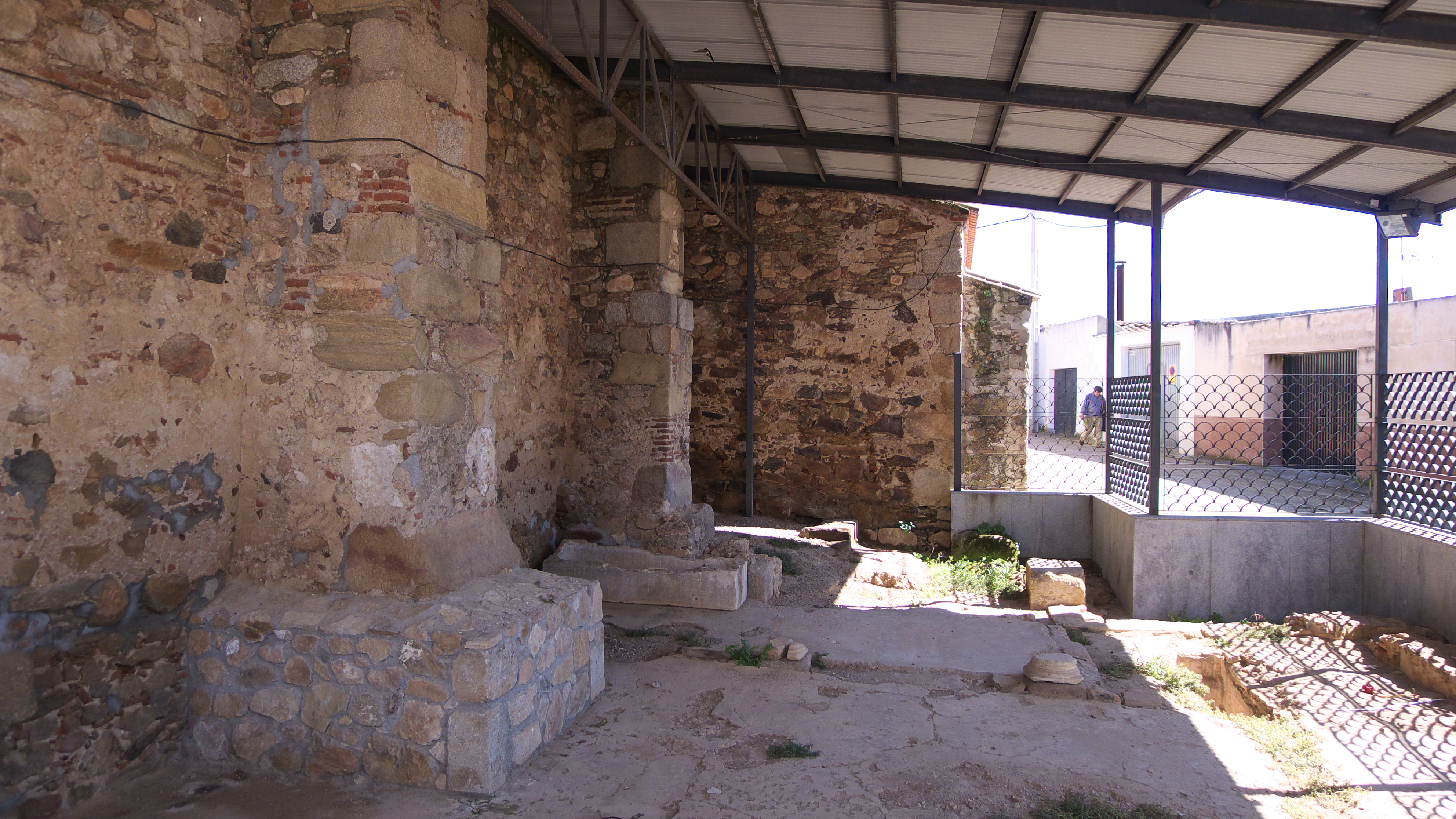
Restos de Basílica Visigoda

- Restos de Basílica Visigoda. Se puede apreciar la pila bautismal por inmersión con cuatro escalones, los arranques de granito de las columnas, restos de la pared y de una tumba antropomorfa, así como el pavimento original. Actualmente se encuentra rehabilitada con un cerramiento de verja metalizada así como iluminación.

## Cultura
- Virgen de la Albuera. Fiestas patronales (Lunes de Pascua). Al día siguiente, el Martes de Gloria, se sale al campo a celebrar la romería del "Mamao".
- San Isidro (15 de mayo)
- San Pedro Apóstol (29 de junio)
- Fiesta del emigrante (15 de agosto)